# Matriu permutació
La matriu permutació és la matriu quadrada amb tots els seus n × n elements iguals a 0, excepte un qualsevol per cada fila i columna, el qual ha de ser igual a 1. D'acord amb aquesta definició hi ha n! matrius de permutació diferents, de les quals una meitat correspon a matrius de permutació parell (amb el determinant igual a 1) i l'altra meitat a matrius de permutació senar (amb el determinant igual a -1). Per a n = 3 s'obté:
Matrius de permutació parell:

{\displaystyle {\begin{pmatrix}1&0&0\\0&1&0\\0&0&1\\\end{pmatrix}}{\begin{pmatrix}0&0&1\\1&0&0\\0&1&0\\\end{pmatrix}}{\begin{pmatrix}0&1&0\\0&0&1\\1&0&0\\\end{pmatrix}}}
Matrius de permutació senar:

{\displaystyle {\begin{pmatrix}0&0&1\\0&1&0\\1&0&0\\\end{pmatrix}}{\begin{pmatrix}0&1&0\\1&0&0\\0&0&1\\\end{pmatrix}}{\begin{pmatrix}1&0&0\\0&0&1\\0&1&0\\\end{pmatrix}}}
Pot notar-se que les matrius de permutació conformen un grup d'ordre n! respecte al producte.

## Propietats
- L'element neutre del grup és la matriu identitat.
- L'element invers de cada element del grup de matrius de permutació és la matriu transposada corresponent.
- Cada element del grup de matrius de permutació és una matriu ortogonal.
- El producte de matrius de permutació parell sempre genera una matriu de permutació parell.
- El producte de matrius de permutació imparell sempre genera una matriu de permutació parell.
- El producte de matrius de permutació de paritat diferent sempre genera una matriu de permutació senar.
- Observeu que les matrius de permutació parell conformen un semigrup i que a més el grup de matrius de permutació no és commutatiu.
- Cada element del grup de matrius de permutació fora del semigrup és una matriu simètrica.